# Dunmeh

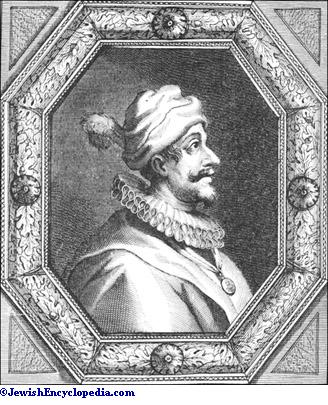
Sabbatai Zevi

Dunmeh o dönmeh (in ebraico דוֹנְמֶה‎?, Dōnme, in turco dönme, "convertiti") è termine utilizzato per riferirsi ad un gruppo di cripto-ebrei dell'Impero ottomano seguaci di Sabbatai Zevi, formalmente convertiti all'islam nel 1666, identificati anche col nome di Selânikli (che significa Tessalonicesi). Per quanto costoro si considerassero ancora appartenenti a una forma di ebraismo, non erano riconosciuti come tali dalle autorità ebraiche rabbiniche. 
La conversione di Zevi, avvenuta nel 1666, se autentica o forzosa, rimane oggetto di dibattito. L'opinione comune è che i dunmeh si mostrassero musulmani in pubblico ma che continuassero segretamente a professare l'ebraismo per evitare di essere discriminati come dhimmi. I dunmeh erano una delle branche principali dei sabbatiani, cioè tutti quei movimenti ebraici che consideravano Zevi come messia.

## Origini della dottrina dunmeh
La dottrina dei dunmeh deve i natali al predicatore ebraico Sabbatai Zevi, vissuto nel secolo XVII nella Turchia ottomana e al suo successore, Jacob Frank, vissuto in Polonia nel XVIII secolo. Si tratta di due tra i numerosi presunti messia venerati dai movimenti messianici e cabbalistici ebraici: tuttavia questa dottrina non è rimasta confinata a una cerchia ristretta, ma ha interessato nei secoli successivi numerose nazioni e, per lo più, i ceti aristocratico-nobiliari, superando i territori di origine anche grazie all'estrema mobilità ebraica.

## I contenuti più conosciuti della dottrina sabbatista

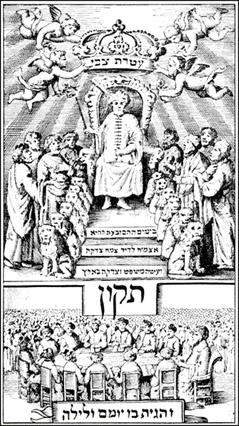
Sabbatai Zevi intronizzato, illustrazione dal Tikkun, 1666

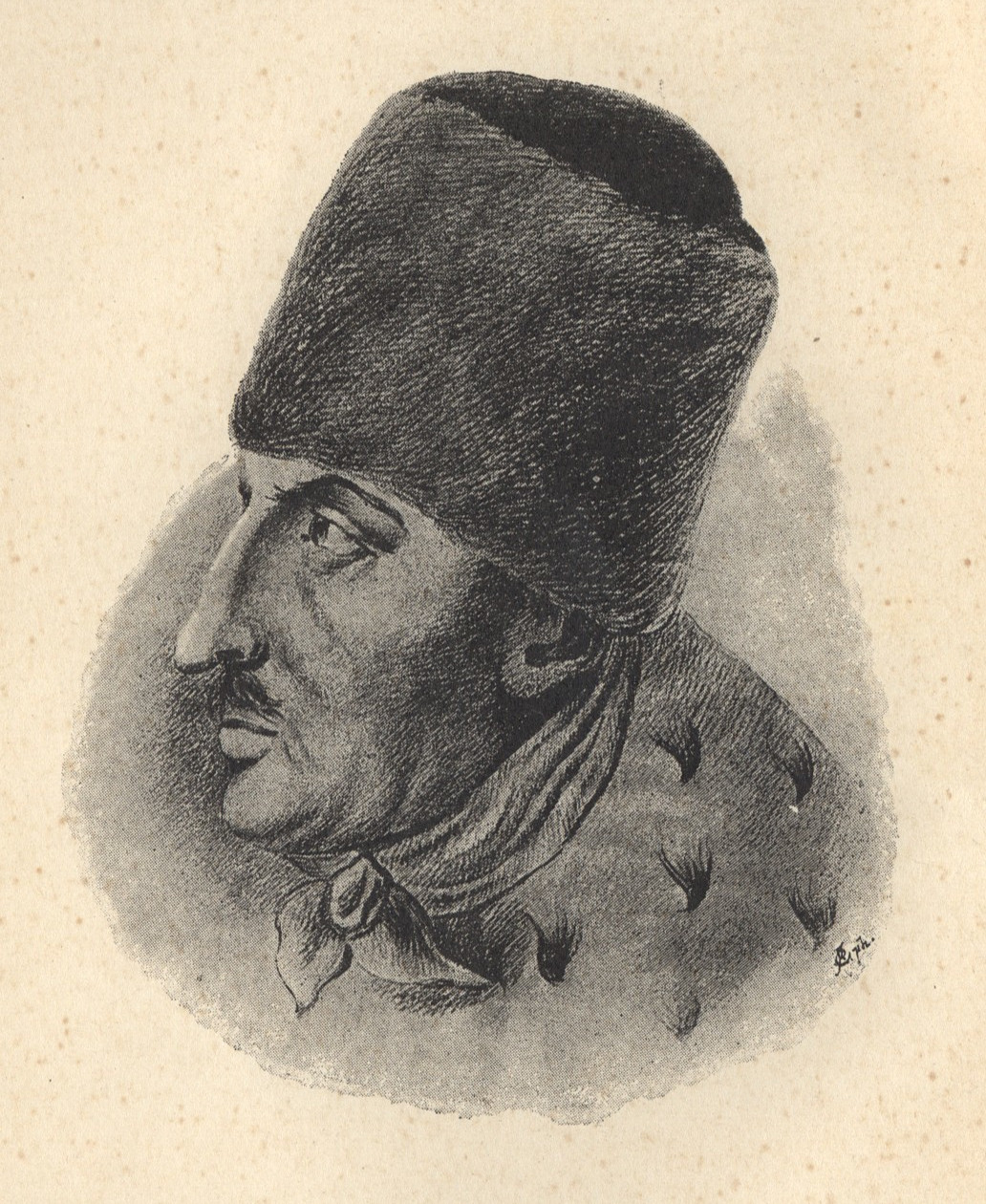
Jacob Frank

L'ideologia religiosa dei Dunmeh del XVII secolo ruotava principalmente intorno ai Diciotto Precetti, una versione ampliata dei Dieci Comandamenti in cui il monito contro l'adulterio è spiegato come una misura precauzionale piuttosto che come un divieto, probabilmente incluso per spiegare l'attività sessuale antinomista del sabbatanesimo. I comandamenti aggiuntivi si occupano di definire i tipi di interazioni che possono verificarsi tra i Dunmeh e la comunità ebraica e musulmana. La più importante di queste leggi di interazione era di evitare il matrimonio con gli ebrei o musulmani e di preferire le relazioni all'interno della setta sabbatiana. Nonostante ciò, essi mantennero legami sia con gli ebrei seguaci di Zevi che non si erano convertiti sia con i rabbini, insediando segretamente delle controversie all'interno dei Dunmeh concernenti la Legge mosaica.
Per quanto riguarda le pratiche rituali e liturgiche, i Dunmeh seguivano tradizioni ebraiche e musulmane, spostandosi tra l'una e l'altra quando era necessario per integrarsi nella società ottomana. Esteriormente musulmani e segretamente ebrei sabbatiani, i Dunmeh osservavano le festività musulmane tradizionali come il Ramadan, ma allo stesso tempo celebravano lo Shabbat e le principali festività ebraiche. Gran parte delle pratiche sabbatiane è una combinazione di vari elementi della cabala, del sabbatianismo stesso, della Legge mosaica e del sufismo. Recitavano inoltre le preghiere sia in ebraico che in ladino, e osservavano dei rituali sulla commemorazione di eventi importanti nella vita di Zevi, oltre che ad interpretare la sua conversione islamica in modo cabalistico.
Gli influssi esoterici furono presenti fin dalla fondazione. Infatti il più fedele seguace (nonché ispiratore) di Sabbatai Zevi, di cui si autoproclamò profeta e di cui diverrà successore, tale Nathan di Gaza (o Ghazzati), fu un grande esperto della cabala e aderì agli insegnamenti del celebre mistico ebraico Isaac Luria, vissuto nel XVI secolo.